# Хелена Шој-Риз
Хелена Шој-Риз (18. септембар 1880 — Беч, 8. јануар 1970) била је аустријска активисткиња за женска права, пацифисткиња, писац за децу и издавач. Поред подршке аустријском женском покрету, у новембру 1900. заједно са Јелом Херцком и још три особе основала је Бечки женски клуб (Erster Wiener Frauenklub). Касније је постала активна у Међународној женској лиги за мир и слободу, представљајући Аустрију на међународном конгресу те организације 1919. у Цириху, конгресу у Бечу 1921. и конгресу у Вашингтону 1924. године. Посебно се интересовала за дечију литературу, превођење и писање књига и оснивање издавачке куће Sesam-Verlag 1923. године. Након смрти њеног супруга, аустријског интелектуалца и социјалдемократског политичара Густава Шоја, пошто је била јеврејског порекла, 1937. године се преселила у Сједињене Државе. Тамо је основала издавачку кућу Исланд Прес на удаљеном острву Окракок. Основала је Open Sesame Inc. Њујорк, 1949. да настави свој филантропски рад на дистрибуцији светске књижевности као средства за промовисање интернационализма и мира. Године 1954. вратила се својој кући у бечком округу Хицинг где је провела остатак живота.

## Младост и породица
Рођена 18. септембра 1880. у Оломоуцу, Аустроугарска (сада у Чешкој), Хелена Риз је била једино дете Сузане (рођене Бер) и јеврејског трговца вином Адолфа Риза. Током њеног детињства, породица се настанила у Клостернојбургу, северно од Беча. Похађала је Mädchengymnasium des Vereins für Erweiterte Frauenbildung, приватну средњу школу основану да би се девојчицама омогућило полагање матурског испита који је био неопходан за упис на факултет.  Похађала је течајеве права на Универзитету у Бечу, али није дипломирала. Око своје осамнаесте године отпутовала је у Енглеску и студирала књижевност. Постала је фасцинирана јефтиним књижицама у којима је објављивана литература за децу у јефтином формату који је био доступан чак и најсиромашнијим породицама. Такође се заинтересовала за покрет насељавања, који се фокусирао на обезбеђивање становања, помоћ при запошљавању, подучавање језика и медицинску негу за сиромашне грађане и имигранте.
Вративши се у Аустрију, Риз је постала активна у женском покрету, објављујући чланке у прилог правима жена и посебно се интересујући за могућности за децу.  Већ 1900. године, заједно са Јелом Херцком, Маргарет Јодл, Мари Ланг и Дором фон Штокерт-Мајнерт основала је Бечки женски клуб (Erster Wiener Frauenklub). Године 1904. напустила је јеврејску веру и удала се за адвоката Густава Шоја (1875–1935) са којом је имала двоје деце: Фридриха (1905) и Елизабет (1912). Придружила се Верском друштву пријатеља, поставши један од првих квекера у Аустрији. Шој-Риз и њен супруг стекли су централну позицију у бечком друштву захваљујући свом салону, у који су позивали домаће и иностране познате личности, укључујући композиторе Албана Берга, Антона Веберна и Арнолда Шенберга, сликара Оскара Кокошку, глумице Елизабет Нојман-Фиртл и Хелену Вајгел, архитекту Адолф Лоса, који је дизајнирао њену кућу у Хицингу, и иноватора у образовању Еугенију Шварцвалд.

## Каријера

### Активизам
Инспирисана јефтиним, али атрактивним књижицама са кратким причама за децу које су постале популарне у Енглеској, 1905. године Шој-Риз је основала комисију, заједно са Еугенијом Хотман и још једном активисткињом, да организује објављивање на немачком језику сличних малих књига за децу по приступачним ценама у Аустрији. Прелепо илустрована збирка се фокусирала на бајке и дечје приче на немачком језику које коштају далеко мање од лоше представљених издања која су се за Божић појављивала у продавницама по високим ценама. Већину прича преписале су жене са атрактивним новим насловима. Породице су позване да купују књиге за децу, уместо или заједно са играчкама. Такође су биле доступне претплате, што је комитету омогућило да штампа велике количине прича за дечје болнице и хуманитарна удружења.  Шој-Риз је видела књиге као средство за стварање бољег разумевања међу људима и побољшање међународних односа.   Током година, често путујући у Енглеску, сакупљала је дечје приче из разних земаља и сакупила збирку од преко 300 томова, која је укључивала и француске приче.  Под утицајем своје пријатељице Еугеније Шварцвалд, Шој-Риз је постала активна у реформи образовања.  Још од своје тинејџерске посете Лондону, покушавала је да пронађе издавача заинтересованог за производњу јефтине, висококвалитетне литературе за децу и младе.  Ове планове успела је да оствари 1923. године када је основала сопствену издавачку кућу Sesam-Verlag.   Назив је био игра речима фразе „отвори се Сезаме“ из приче „Али Баба и четрдесет лопова“ која је магично отворила врата (знању), а њена филантропска мисија је преовладала над стицањем профита.  У то време, два водећа дечја издавача била су Gerlachs Jugendbücherei (Герлахова омладинска библиотека) и Konegens Kinderbücher (Конегенове књиге за децу) и она је преузела тржишни удео Конегена. 
Шој-Риз је водила кампању за право гласа жена и радила у међународном покрету за насељавање. Написала је чланке који су се појавили у Zeitschrift für Frauen-Stimmrecht октобра 1913. по оба питања.   Позвала је жене да се придруже Аустријском комитету за бирачка права како би се бориле за своја грађанска права.  Након што је присуствовала 10. Међународном стамбеном конгресу у Хагу, охрабрила је жене да се укључе у стамбене реформе. У Холандији је изјавила да је упознала жену стамбеног инспектора која се фокусирала на побољшање стамбеног законодавства и активно подстицала жене и девојке да учествују у подизању квалитета живота становника кроз друштвене и уметничке програме.  Шој-Риз је повезала стамбене иницијативе и образовање као додирне тачке за нове идеје и након Првог светског рата, била је укључена у владин стамбени програм који је изградио домове за 50.000 људи.  Такође је вршила притисак на власти да уклоне националистичке наставне планове и програме из школа и фокусирају се на практичније учење.   Поред ажурирања материјала који се користи у школама, написала је чланке у којима је позивала да се наставни кадар и наставне методе модернизују и професионализују, удаљавајући се од војног модела, који је био у употреби пре рата. 
Након што је написала неколико песама о миру, Шој-Риз је позвана да присуствује Конгресу жена у Хагу 1915.  што је резултирало оснивањем Комитета жена за трајни мир, касније познатог као Међународна женска лига за мир и слободу.   Представљала је Аустрију на међународном конгресу организације 1919. у Цириху, на конгресу у Бечу 1921. и конгресу у Вашингтону 1924.    Иако није била званична делегаткиња, такође је учествовала на Међународном конгресу жена, одржаном у Бечу у јулу 1921.  Године 1931. Шој-Риз је постала потпредседница аустријског огранка Међународне женске лиге.  Након што се преселила у Сједињене Државе, наставила је да ради са лигом, преко огранка у Северној Каролини, држећи предавања женским групама.  

### Писање
Шој-Риз је почела да ради као новинар у раној младости.  Године 1910. постала је уредница у Konegens Kinderbücher (Конегенове књиге за децу).  Док је била тамо, реализовала је серију књига светске књижевности за децу. У почетку су публикације излазиле два пута годишње, али за време Првог светског рата објављивање је било спорадично.  Међу њеним многобројним преводима биле су песме Елизабет Барет Браунинг и бројне дечје приче и бајке из Кине, Естоније, Велике Британије, Јапана, Шпаније, Шведске и Сједињених Држава, између осталог.  У њених преко 200 радова за децу биле су укључене и „Japanische Volksmärchen“ („Јапанске народне приче“, 1912), „Die Abenteuer des Odysseus“ („Одисејеве авантуре“, 1919), „Nordische Sagen“ („Нордијске саге“, 1920), „Der Teufel und sein Lehrjunge und andere serbische Volksmärchen" („Ђаво и његов шегрт и друге српске народне приповетке“, 1922), „Bulgarische Volksmärchen („Бугарске народне приче“, 1922) и „Chinesische Volksmärchen“ („Кинеске народне приче“, 1923), као и преводи Алисе у земљи чуда, Кентерберијских прича, Дон Кихота, Гуливерових путовања и Ходочасника.   Превела је неколико савремених енглеских драма 1920-их, као што су „Код гђе. Бим" и "Битка код Тиндерсли Дауна" на немачки језик.  Њен први роман на енглеском, Гречен открива Америку (1934) је била романса о немачкој девојци која је дошла у Сједињене Државе и пронашла љубав у међуратном периоду.   
Међу њеним утицајним преводима била је њена верзија Алисиних авантура у земљи чуда Луиса Керола. Објављен 1912. године, то је био други превод књиге на немачки и остао је доминантан превод до 1960-их.  Упркос великом броју поновних штампања њене верзије, жанр намерних књижевних бесмислица био је практично непознат у Немачкој и суочио се са критикама и дилемама да ли је прикладан за децу.  У настојању да књига буде пријатнија за немачке читаоце, све до 1960-их, преводи су покушавали да учине књигу сличнијом познатијем жанру бајки.  Године 1923. урадила је први превод наставка, Алиса са оне стране огледала. Њена верзија је покушала да верно прикаже текст, међутим, показало се да је бесмислени текст тешко превести, пошто је речи као што су "brillig", "chortle" и "slithy" измислио Керол.  Њен превод, Alice im Spiegelland, поново је објавио Улан Прес 2012,  а такође и Verlagshaus Jacoby & Stuart 2017. 

## Пресељење у Сједињене Државе
Хеленин супруг Густав Шој, који је био социјалдемократски политичар, умро је 1935.  Као удовица, упркос томе што је постала члан протестантске цркве, била је забринута да ће њено јеврејско наслеђе представљати проблеме са нацистима који су имали све већу популарност у Аустрији.  Путовала је у Енглеску и Сједињене Државе 1936. да би организовала своју емиграцију.  Године 1937. одлучила је да се пресели у Сједињене Државе где се њена ћерка већ настанила.   Постала је позната личност у уметничкој заједници на острву Окракок поред атлантске обале Северне Каролине. Тамо је основала Ајленд прес, издавачку кућу која је радила од 1941. до 1954.   Такође је водила часове и радионице за уметнике и писце заинтересоване за учење креативног писања и писања радио сценарија.  Похађала је постдипломске курсеве на Универзитету Северне Каролине и наставила да објављује књиге.    Међу њеним публикацијама у САД биле су Хоћеш ли се удати за мене? (1940), збирка просидбених писама историјских личности, и Они смешни одрасли (1943), сатирично испитивање понашања одраслих из перспективе детета.  
Године 1949. Шој-Риз је основала Open Sesame Inc. Њујорк, као средство за обезбеђивање средстава за United World Books.   Да би основала фирму, која је намеравала да репродукује класичну литературу по ниској цени и дистрибуира те томове преко United World Books-а, тражила је прилоге од савремених аутора и продавала скупа, ограничена издања са њиховим аутограмима и илустрованим радовима.  United World Books је могао да почне са дистрибуцијом књига следеће године.  Прве књиге штампане у Сједињеним Државама требало је да се дистрибуирају студентима у Аустрији како би им помогле да науче енглески и да развију пријатељске односе са америчким студентима. До 1953. године радила је са Организацијом Уједињених нација за образовање, науку и културу и индијском владом на развоју материјала за курсеве образовања одраслих, надајући се да ће укључити и књиге за децу.  За разлику од многих који су емигрирали током рата, уживала је у животу у Америци. 

## Каснији живот, смрт и наслеђе
Године 1954. Шој-Риз се вратила у Беч где је преузела кућу у Хицингу коју је посебно дизајнирао њен пријатељ Адолф Лос. Остала је активна у издавачкој делатности, истовремено пружајући подршку младим људима заинтересованим за драму или музику.   Шој-Риз је умрла у Бечу 8. јануара 1970. године. Сахрањена је поред мужа на бечком централном гробљу.  Остала је упамћена по свом писању и циљевима ширења интернационализма и мира у свету објављивањем културних дела.  Године 2008. њену књигу Хоћеш ли се удати за мене? поново је издао Simon & Schuster. Рецензенти су приметили да је књига дала увид у предлоге за брак у различитим периодима друштва и начин на који се тај језик користио да би се очарала вољена особа или склопио пословни аранжман.   

### Цитати
1. 1 2  Blumesberger 2015, стр. 1004.
2. ↑  Phillips 2001, стр. 195.
3. 1 2 3  The Charlotte Observer 1938a, стр. 16.
4. ↑  Hofmann-Weinberger 2019.
5. 1 2 3 4 5  Dreher 2001, стр. 144.
6. 1 2 3 4 5 6 7  Blumesberger 2016, стр. 2872–2873.
7. 1 2 3  Kaltenborn 1926, стр. 93.
8. 1 2  Neues Frauenleben 1905, стр. 26.
9. 1 2 3  Scheu-Riesz 1913b, стр. 3.
10. ↑  Immell 2000, стр. 19.
11. 1 2 3 4  Jammernegg 2019b.
12. ↑  Jammernegg 2019a.
13. ↑  Cohen 2016, стр. 214.
14. ↑  Riddle 2012.
15. ↑  Blumesberger 2015, стр. 1004–1005.
16. 1 2 3  Dreher 2001, стр. 145.
17. 1 2  Hall 1985.
18. ↑  Dreher 2001, стр. 148, 150.
19. 1 2  Scheu-Riesz 1913a, стр. 1.
20. 1 2 3  The Charlotte Observer 1938b, стр. 6.
21. ↑  The Wichita Eagle 1926, стр. 14.
22. ↑  Milner 1942, стр. 36.
23. ↑  Dreher 2001, стр. 146.
24. ↑  Macmillan 1915, стр. xxxvii–xxviii.
25. ↑  Paull 2018, стр. 256, 262.
26. ↑  Macmillan 1915, стр. 243.
27. ↑  WILPF Report 1919, стр. 441.
28. ↑  WILPF Report 1921, стр. 307.
29. ↑  WILPF Report 1924, стр. 148.
30. ↑  Balch 1921, стр. 25.
31. ↑  Jammernegg 2019c.
32. ↑  The Charlotte Observer 1939, стр. 18.
33. 1 2  The Guardian 1927, стр. 8.
34. 1 2  Hood 1940, стр. 18.
35. ↑  O'Sullivan 2015, стр. 261.
36. 1 2  O'Sullivan 2015, стр. 262.
37. ↑  Levinovitz 2011.
38. ↑  Lindseth & Tannenbaum 2015, стр. 408.
39. ↑  Carroll 2017.
40. 1 2 3  Howard 2008.
41. 1 2  Blumesberger 2015, стр. 1005.
42. 1 2  The News & Observer 1940, стр. 8.
43. ↑  The News & Observer 1938, стр. 3.
44. ↑  The Herald-Sun 1940, стр. 11.
45. 1 2  The Daily Times 1944, стр. 3.
46. 1 2  The Honolulu Advertiser 1941, стр. 29.
47. 1 2  Pensacola News Journal 1949, стр. 32.
48. 1 2  The State 1950, стр. 23.
49. ↑  Scheu-Riesz 1953, стр. 6.
50. ↑  Dreher 2001, стр. 150.
51. ↑  Smith 2008, стр. 53.
52. ↑  Donahue 2008, стр. 48.